# Sinfonía de tango
Sinfonía de tango es el primer EP por el bandoneonista de tango argentino Astor Piazzolla, fue grabado y editado en Francia en 1955, mientras que en 1958 se editó en Argentina. En general se siguió editando con el correr de las décadas aunque de forma irregular.

## Antecedentes
Astor Piazzolla viajó a Europa en buscar de expandir sus conocimientos de composición musical. Viajó a Ámsterdam el 24 de septiembre de 1954 después de viajar cuarenta y cinco días a bordo del Coracero, y estuvo en Europa hasta el 24 de marzo de 1955. Antes de radicarse temporalmente en París, permaneció algunos días en Holanda. En un principio, Piazzolla no tenía en claro con que profesor iba a estudiar, no se conocen mayores detalles de como, pero en algún momento se enteró de que la pedagoga francesa Nadia Boulanger estaba dando clases cerca de donde él estaba residiendo. Se estima que tuvo un total de doce clases. A fines de febrero de 1955, Piazzolla pasó más de tres semanas de vacaciones con su amigo Edouard Pecourt.
Piazzolla durante su estadía en París conoció a Charles Delaunay, un escritor experto en jazz, creador de la palabra discografía, y fundador del sello Vogue. Piazzolla registro para el sello Sinfonía de tango, y gracias a Delaunay, tuvo acceso a otros álbumes de jazz, conociendo al sexteto de Oscar Pettiford, que aparte del sonido más reminiscente a la música de cámara, incorporaría la conjunción de violonchelo y guitarra eléctrica de aquel sexteto, la incorporaría al octeto que formó al regresar a Buenos Aires. También escuchó al conjunto de Gerry Mulligan por medio de Delaunay, incluiría en su nueva agrupación algunos fraseos y manejos instrumentales que eran típicos del jazz, además de introducir el concepto del swing y el contrapunto, este último proveniente de la música clásica.

## Grabación
Entre enero y febrero de 1955, grabó dieciséis tangos junto a la Orquesta de París en Francia, con una formación que contó con arpa, ocho violines, dos violas, dos violonchelos, y contrabajo, además del bandoneón. El sello Vogue editó ocho de los dieciséis tangos para Sinfonía de tango, en un disco de 10" a 33 RPM, mientras que las otras ocho piezas se repartieron para dos sencillos de 7" a 45 RPM para los sellos Barclay y Festival.

## Lanzamiento y reediciones
Sinfonía de tango en su momento se editó en Francia en 1955 por el sello Vogue, mientras el sello London Records lo publicó en Reino Unido al año siguiente y en 1958 se lanzó en Argentina por el sello Allegro, en todos los casos con portadas diferentes. En 1975 se editó por primera vez en Brasil, en el mismo año se reeditó en Francia, ambas ediciones fueron también por Vogue, y en los dos casos con una nueva portada, en formato de LP de 12". En 1977 se editó en Italia en coincidencia con la aparición del álbum Libertango, y se reeditó de nuevo en Italia en 1980 en LP y cinta de casete. Una edición en CD apareció en el 2000 en Japón, por el sello BMG.
Las canciones del propio EP como las otras de este periodo de tangos afrancesados se editaron en diferentes reediciones y compilaciones, de las cuales se pueden destacar: Paris 1955 ses premiers enregistrements que recopila las 16 grabaciones que realizó en París, mientras que el EP por separado se editó en Two Argentinians in Paris y en el box set de diez CD, Master of Tango Nuevo: Milestones of a Legend.

## Lista de canciones
Todas las canciones escritas y compuestas por Astor Piazzolla, excepto donde se indica. 
| Lado A |                                 |          |  |
| N.º    | Título                          | Duración |  |
| 1.     | «Picasso»                       |          |  |
| 2.     | «Mi tentación» (Chiloe Moranez) |          |  |
| 3.     | «Sens Unique»                   |          |  |
| 4.     | «Estamos listos» (Angelo Burli) |          |  |

| Lado B |                 |          |  |
| N.º    | Título          | Duración |  |
| 5.     | «Chau París»    |          |  |
| 6.     | «Bando»         |          |  |
| 7.     | «Luz y sombras» |          |  |
| 8.     | «Tzigane Tango» |          |  |

## Créditos
- Astor Piazzolla - bandoneón[1]
- Lalo Schifrin y Martial Solal - piano
- Guitarra eléctrica en «Bando» - sin acreditar miembro
- Orquesta de la ópera de París - sin acreditar miembros